# Ultimate Force
Ultimate Force è una serie televisiva britannica.

## Trama
La serie tratta della vita di un gruppo di soldati della SAS, uno dei corpi d'elite più famosi al mondo.